# Leon Vance
Leon Vance, er en fiktiv person i tv-serien NCIS, portrætteret af den amerikanske skuespiller Rocky Carroll, dukkede første gang op i episoden "Internal Affairs", som vicedirektør i sæson 5. Han er efterfølgende blevet direktøren efter Jennifer Shepard's død. Det er blevet afsløret i episoden "Knockout", at han var oprindeligt fra Ohio, men voksede op i Chicago, hvor han trænede til at blive bokser. Han måtte dog stoppe fordi at han havde en fejl på nethinden.
I episoden "Knockout", 2009, bliver Tyler Keith Owens, en gammel ven af Leon Vance, myrdet. Vance personligt overvåger sagen med medlemmerne af Gibbs' team. 
Efter at være blevet forfremmet til direktør i slutningen af sæson 5, går Vance straks til den tidligere direktør Shepard's kontor, og ses at makulere en enkelt mystisk dokument fra hans eget personale fil. Det kommer senere frem i sæsonen 6 ("Semper Fidelis"), at dokumentet var en anbefaling fra hans tilsynsagent på det tidspunkt, Douglas Scott Reilly. Flådministeren fortæller Gibbs, at filen er en fabrikation, og at han troede alle kopier var blevet ødelagt. 
Vance er også et tilbagevendende karakter NCIS spin-off, NCIS Los Angeles.